# Центр історії «Заєздня»
Центр історії «Заєздня» — культурний осередок, відкритий у 2016 році, під керівництвом «Центру пам'яті і майбутнього». Основним напрямком діяльності Центру є дослідження історії Нижньої Сілезії, зокрема післявоєнної історії Вроцлава та діяльності руху «Солідарність» на теренах регіону.

## Центр пам'яті та майбутнього
Інституція «Центр пам’яті та майбутнього», створена у 2007 році, знаходиться під спільним управлінням Міністерства культури та національної спадщини і міста Вроцлав.  
Спочатку Центр займався організацією виставок, зокрема ініціював проект «Поїзд в історію» — пересувний виставковий плацдарм, що курсував Нижньою Сілезією. Також Центром було організовано різноманітні шоу, уроки історії та зустрічі з місцевими громадами. У 2016 році він отримав стале місце в колишній адміністративній будівлі депо №7.  
Нині, окрім Центру історії «Заєздня», «Центр пам’яті та майбутнього» опікується також Товариством пам’яті примусово виселених до Сибіру та Святинею Голгофи Сходу. Центр займається видавничою діяльністю: видає щоквартальник «Пам’ять та майбутнє», щорічник «Вроцлавське самоврядування» та «Вроцлавський щорічник усної історії». 

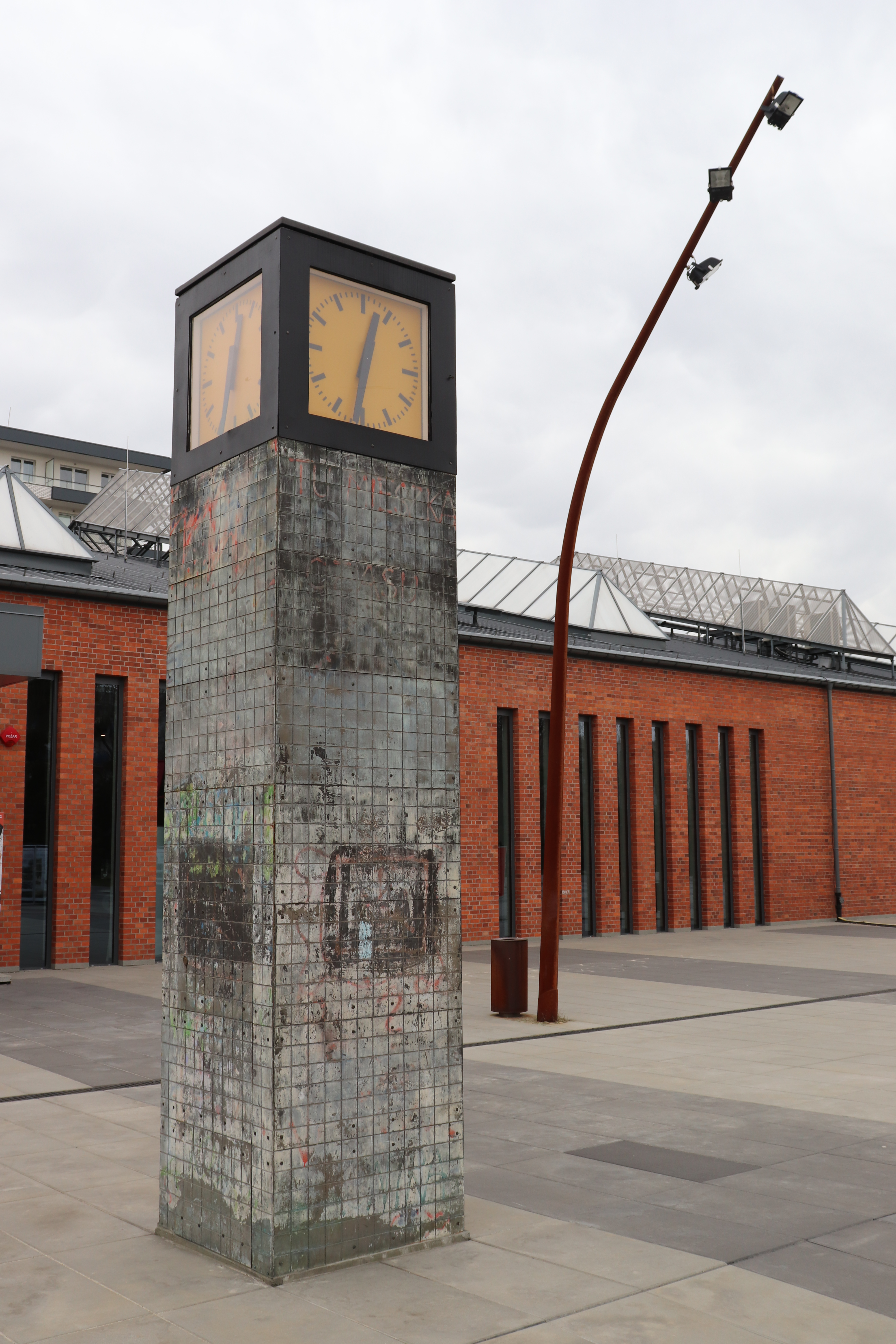
Годинник на території Центру історії «Заєздня»

Директором Центру є Марек Мутор. 

## Історична споруда
Місцем розташування самого Центру історії «Заєздня» є будівля колишнього трамвайного депо, яка з 1945 року використовувалась як автобусне депо Муніципального транспортного товариства у Вроцлаві. Пізніше йому присвоїли №7 [3].
Споруда збудована з червоної цегли, є зразком індустріального стилю свого часу; пережила облогу Вроцлава та  Другу Світову війну.
Це місце набуло важливого історичного значення та було обране для створення музею, оскільки стало епіцентром руху «Солідарність» в Польщі у серпні 1980 року. 
В депо №7 відбулось одразу кілька важливих історичних подій, пов’язаних з утворенням нового суспільно-політичного руху: створено перший в регіоні Комітет страйків; проведено сидячий мітинг; саме тут відбулась меса за страйкуючих відомого вроцлавського священика отця Станіслава Ожеховського.
Будівля була у використанні Підприємства міського транспорту Вроцлава (MPK Wrocław) до 2015 року.  
Після рішення про передачу приміщення депо у використання музею, на ремонт було виділено понад 36 мільйонів злотих. Проект профінансовано з фонду «Fundusze EOG i norweskie». 
Музей відкрито 16 вересня 2016 р. Виставкові площі займають  територію 1800 м2. На території музею (бл. 2,3 га) знаходиться також колишня адміністративна будівля депо №7, яку нині займає «Центр пам’яті і майбутнього».
У 2020 році на згадку про протести 1980 року під годинник помістили невеличку скульптуру гнома з прапором «Солідарність», який є уособленням страйкуючих працівників депо №7.

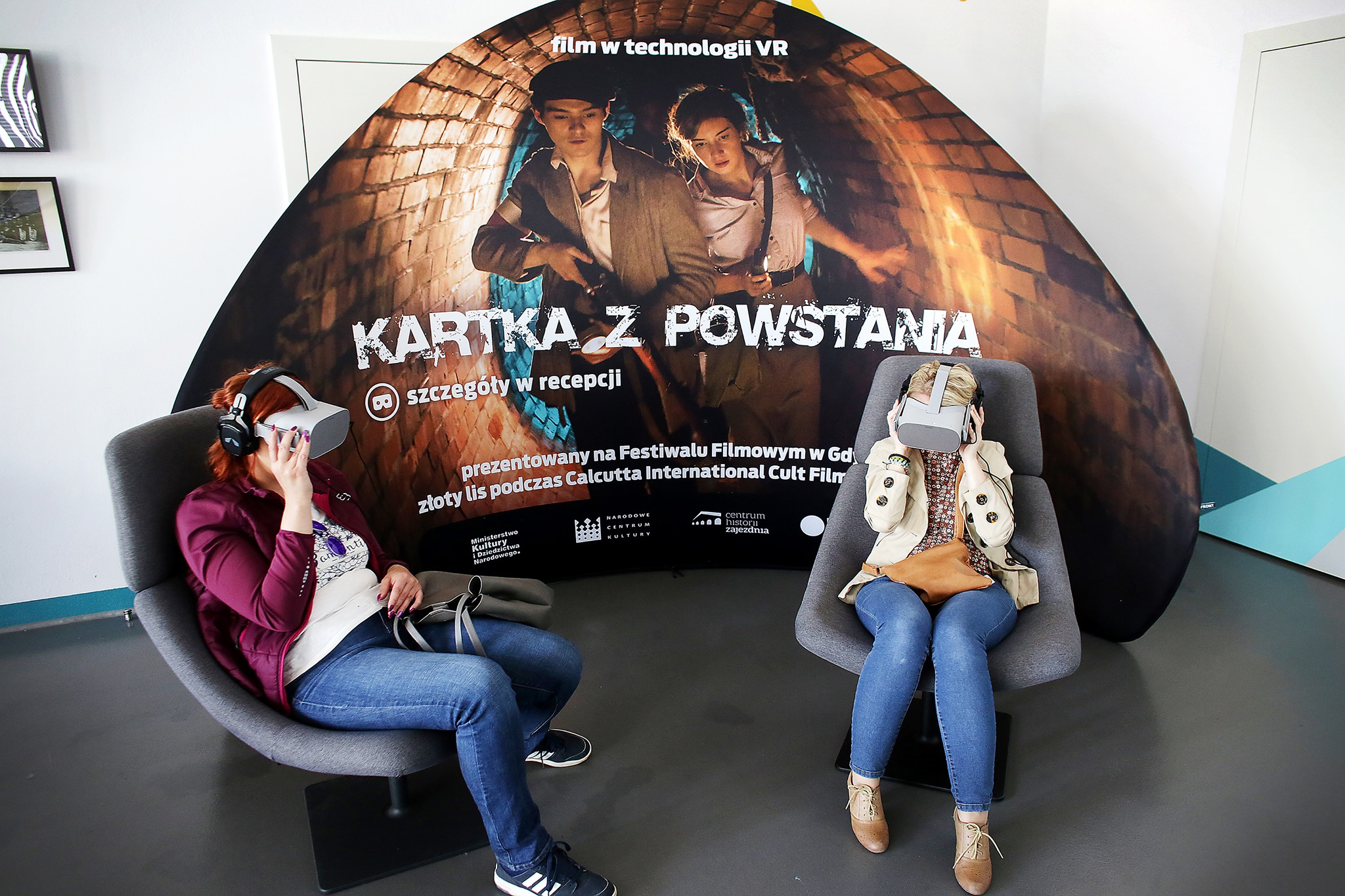
Показ фільму "Листівка з повстання" з використанням технології віртуальної реальності

## Постійна експозиція та тимчасові проекти
Постійна експозиція «Вроцлав 1945–2016» охоплює два поверхи та поділена на 8 розділів, які оповідають непросту та драматичну історію Вроцлава від часів Другої Польської Республіки до сучасності. 
Окрема увага приділена боротьбі поляків з комуністичним режимом та шляху виходу Польщі з-під радянської окупації. 
Магістральна лінія оповіді – це хронологічно репрезентована доля Вроцлава від 1945 року до наших днів, проговорена в різних аспектах. Основна експозиція складається з більш як 500 оригінальних експонатів, фотографій, доповнена архівними фотографіями та документами, мультимедійними елементами, включаючи сенсорні екрани, проєкції та звукозаписи.
На виставці відтворено простір та атмосферу міста попередніх століть: спроектовано довоєнну львівську вулицю, варшавський канал, м’ясний магазин 1980-х років; тут можна побачити оригінальний кіоск RUCH минулого століття та вагон для худоби. 
Крім постійної експозиції, у виставкових залах «Пам’ять» та «Майбутнє» відбуваються тимчасові виставки. 
У літній сезон перед будівлею музею також проходять сезонні заходи: кінопокази, концерти, блошиний ринок і т.д.

## Колекція
Центр «Пам’яті і майбутнього» – це установа, яка серед іншого керує Центром документації, що збирає архівні фотографії, документи, листи і т. ін. Одним із найважливіших завдань Центру є документація розповідей свідків історичних подій. Найцінніші колекції – це збірка Незалежної видавничої агенції Dementi та особисті речі Болеслава Комінека. Багато експонатів центру надійшли з приватних збірок. 

## Галерея

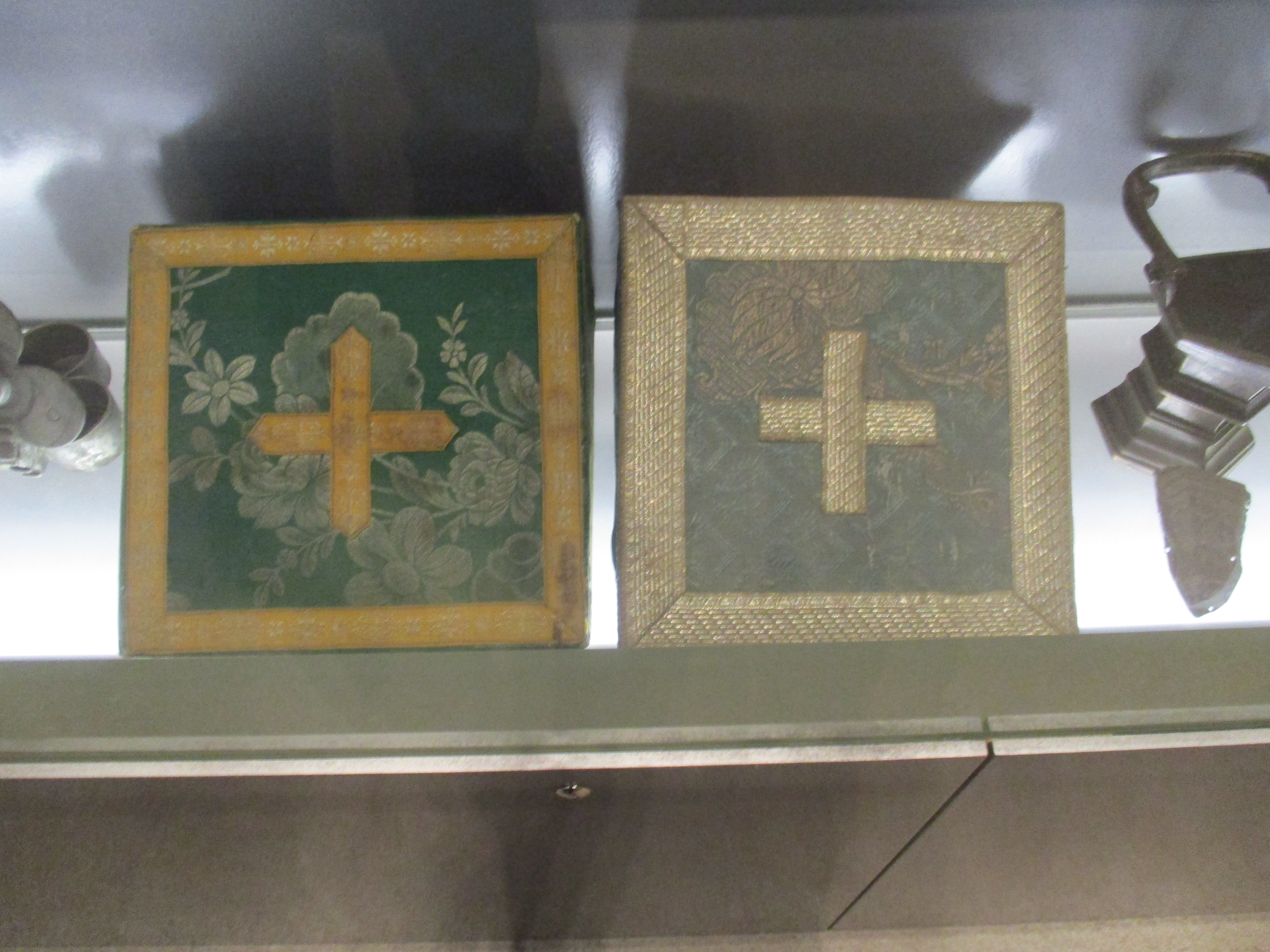
Експонати кін. ХІХ - поч. ХХ ст., Центр історії «Заєздня», м.Вроцлав
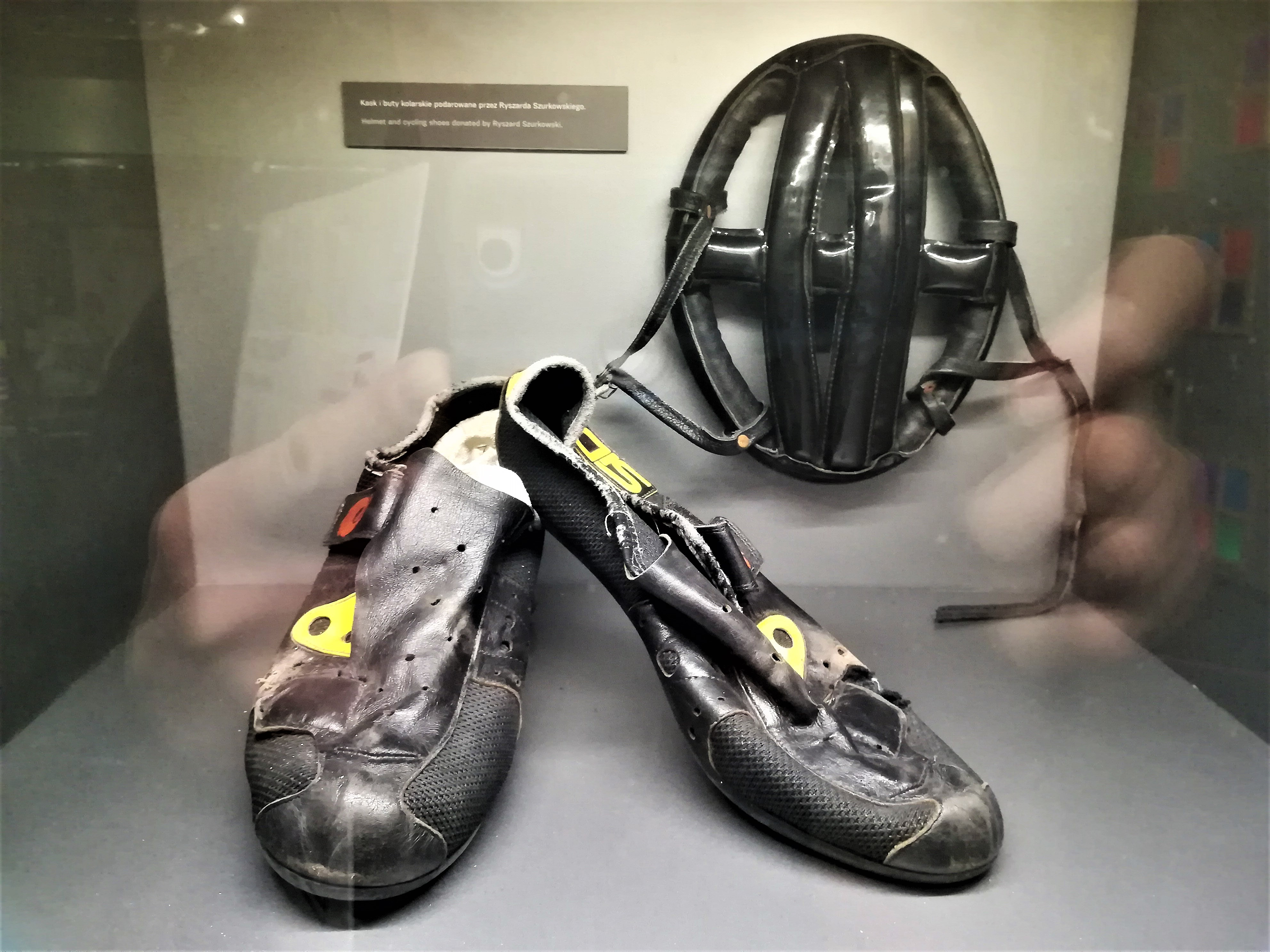
Спорядження Ришарда Шурковського. Центр історії «Заєздня», м.Вроцлав
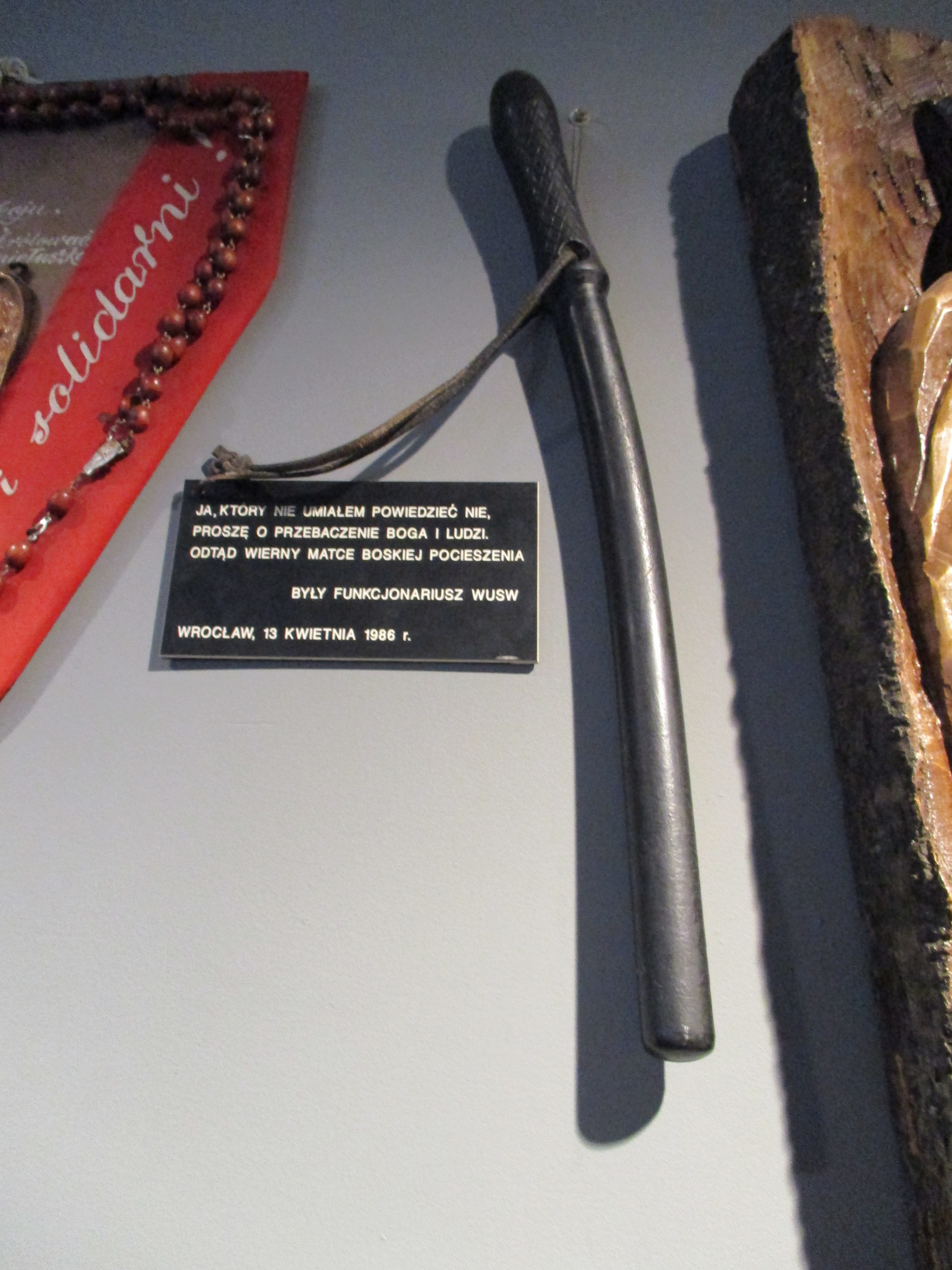
Палиця офіцера Провінційного управління внутрішніх справ. Центр історії «Заєздня», м.Вроцлав
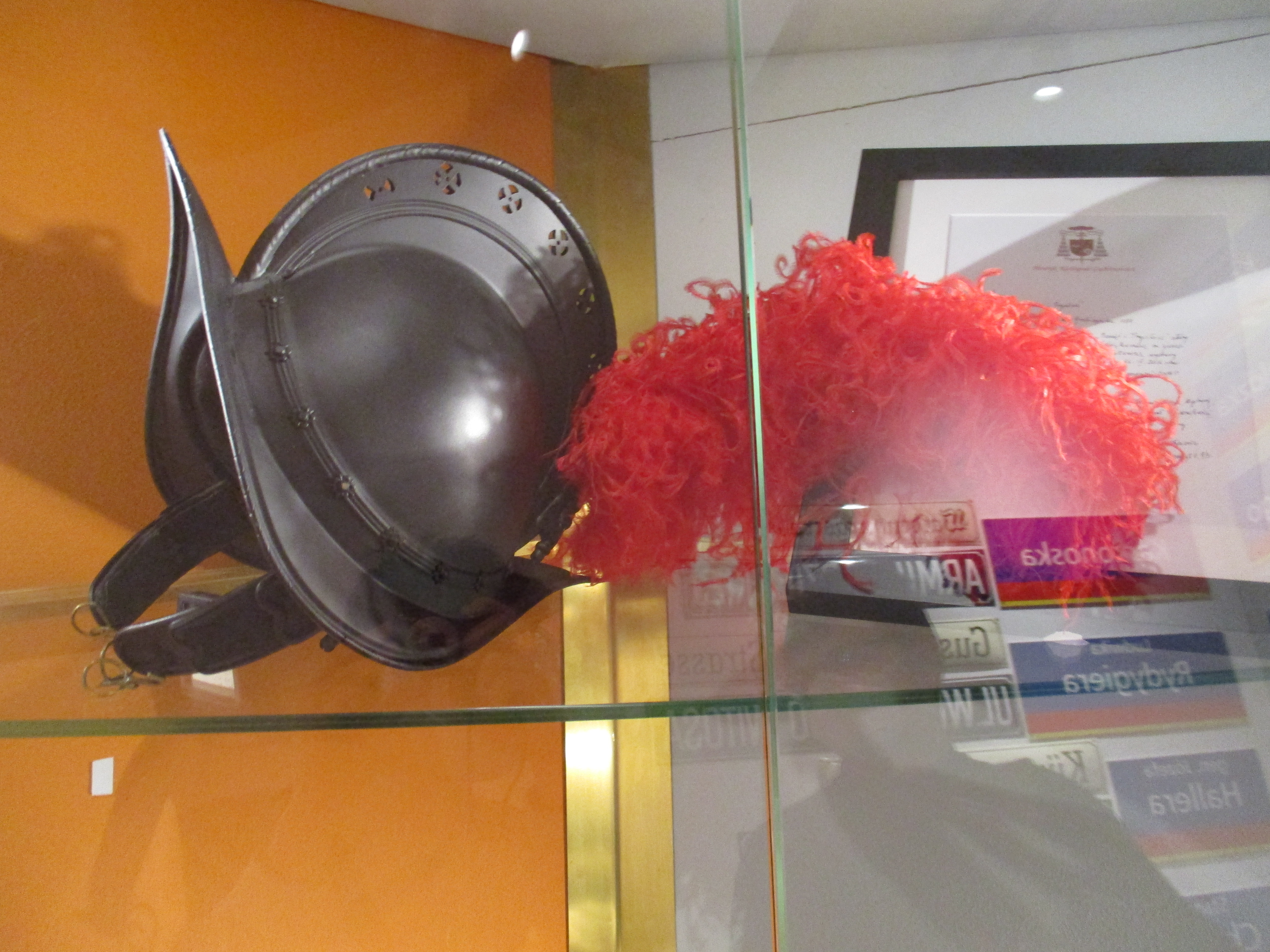
Шолом швейцарського гвардійця. Центр історії «Заєздня», м.Вроцлав
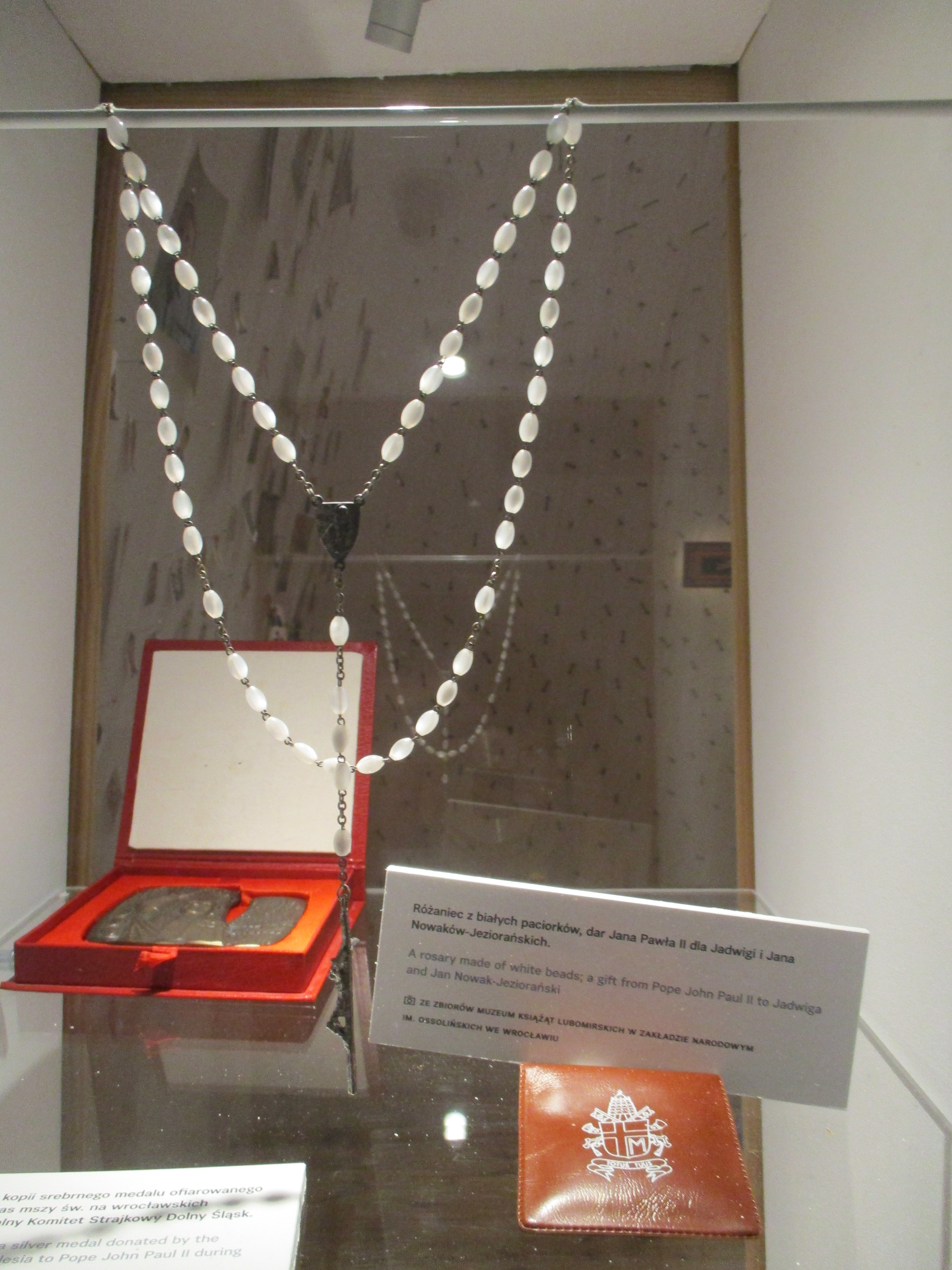
Вервиця з білого бісеру; подарунок  Папи Йоана Павла ІІ Ядвізі та  Яну Новак-Єзеранським. Центр історії «Заєздня», м.Вроцлав

## Відвідування музею

###### Послуги музею
- екскурсії (польською, англійською, українською та німецькою мовами);
- уроки та майстер-класи для дітей різного віку;
- широкий вибір наукових та науко-популярних видань;
- оригінальний спектр сувенірної продукції.

###### Для людей з обмеженими потребами
- Експозиція та автостоянка також розраховані на людей з обмеженими фізичними можливостями.

###### Логістика
- Безпосередньо до Центру можна дістатися трамваями № 4, 5, 11, 14 та автобусами № 126, 134, 602.